# Emil Åhrén
Emil Jonsson Åhrén alternativt Emil Jansson Åhrén, född 21 januari 1865 i Vittensten, Eda socken, Värmland, död 20 oktober 1936 i Matteus församling, Stockholm, och gravsatt på Eda kyrkogård. Han var en svensk kristen författare och tidningsredaktör.
Hans föräldrar var hemmansägare Jon Olsson och Kajsa Arvidsdotter. Han var gift (1895) med Erika Amalia Österman (född 18 maj 1874, död 3 maj 1907) och de fick sonen Uno Emrik (född 6 augusti 1897), sedermera professor i stadsbyggnad. Efter att ha levt som änkeman och ensamstående far i 10 år gifte Emil om sig 11 oktober 1917 med Tekla Katarina Rosenholm (född 23 september 1881 i Norrköpings Sankt Olai, Östergötland, död 16 oktober 1954 under ett besök i Danmark). Emil och Tekla fick sonen Olov Emil, 7 juni 1919.
Emil Åhrén blev sjundedagsadventist i början av 1880-talet. Hans 22 år äldre bror Olof Johnson, som hade blivit baptist 1876 och ett par år senare kommit i kontakt med adventisterna i Kristiania (Oslo), återvände hem som adventisternas pionjär och samfundsgrundare i Sverige. 1882-1891 och 1893 vistades Emil i Battle Creek, Michigan, USA. Till en början som anställd vid Adventistsamfundets tryckeri, sedan som kolportör och medarbetare i den svenska avdelningen vid bokförlaget Review and Herald. Under tiden studerade han teologi vid Battle Creek College och ordinerades till predikant 1886 efter avslutade studier. När han 1891 återvände till Sverige kom han huvudsakligen att arbeta som redaktör vid Skandinaviska Förlagsexpeditionen (numera Skandinaviska Bokförlaget). Åren 1900-1932 var han den första redaktören och 1919-1932 även ansvarig utgivare för Tidens tecken, organ för Sjundedagsadventisterna. 1918-1931 var han även ansvarig utgivare av Missionären, från samma samfund. Under 38 år skrev han många artiklar i dessa tidskrifter.
Emil Åhrén var som kristen författare och förkunnare i tiden kring det Första världskriget upptagen av samtidens utveckling ur ett bibliskt profetiskt perspektiv. Han motsatte sig tidens krigshets och var en sann pacifist. Han beskrivs som "vänlig och öppen för kontakter med andra kristna och betonade vikten av kristlig ödmjukhet i förhållande till andra kristna. Han predikade bl.a. i Baptistkyrkan i Örby, en Metodistkyrka i Södertälje och i Missionshuset i Finnerödja".